# Аккуапенденте
Аквапенденте (італ. Acquapendente) — муніципалітет в Італії, у регіоні Лаціо,  провінція Вітербо.
Аквапенденте розташоване на відстані близько 110 км на північний захід від Рима, 45 км на північний захід від Вітербо.
Населення — 5544 особи (2014).
Щорічний фестиваль відбувається 28 серпня. Покровитель — Sant'Ermete.

## Демографія
Населення за роками:

Станом на 1 січня 2023 року в муніципалітеті офіційно проживало 529 іноземців з 58 країн, серед них 122 громадяни країн Євросоюзу та 32 громадяни України.

## Сусідні муніципалітети
- Аллерона
- Кастель-Джорджо
- Кастель-Віскардо
- Гротте-ді-Кастро
- Онано
- Прочено
- Сан-Кашано-дей-Баньї
- Сан-Лоренцо-Нуово
- Сорано